# John Dickerson
John Dickerson (6 luglio 1968) è un giornalista statunitense, conduttore di CBS News Prime Time with John Dickerson.

## Biografia
Prima di entrare a far parte di Slate, Dickerson si è occupato di politica per la rivista Time per 12 anni, negli ultimi quattro anni come corrispondente dalla Casa Bianca. Dickerson ha condotto Face the Nation tre volte nel 2009 ed è stato nominato direttore politico di CBS News nel novembre 2011.
È apparso ogni mercoledì su The Al Franken Show su Air America Radio, fino alla fine dello spettacolo nel 2007, ed è stato anche un ospite frequente su Day to Day di National Public Radio. Appare su Washington Week della PBS e su Slate Political Gabfest, un podcast settimanale con David Plotz ed Emily Bazelon. 
Dickerson è anche il conduttore di Whistlestop, un podcast di Slate sulla storia presidenziale.
Dickerson ha assunto il ruolo di conduttore di Face the Nation il 7 giugno 2015 e ne è stato conduttore per 2 anni e mezzo fino al 21 gennaio 2018. Poco dopo, Dickerson è stato nominato co-conduttore di CBS This Morning.
Nel novembre 2018, John Dickerson ha contribuito con alcuni video educativi alla Khan Academy durante le elezioni parlamentari del 2018. Il 10 maggio 2019, il presidente di CBS News Susan Zirinsky ha dichiarato che Dickerson avrebbe sostituito Jeff Glor per una settimana su CBS Evening News. Glor è stato sostituito da Norah O'Donnell il 15 luglio 2019.
Il 6 settembre 2020, Dickerson ha sostituito Margaret Brennan in Face the Nation della CBS.

## Opere
- (EN) On Her Trail: My Mother, Nancy Dickerson, TV News' First Woman Star, Simon & Schuster, 18 agosto 2015, ISBN 978-1501130670.
- (EN) The Hardest Job in the World: The American Presidency, Random House Publishing Group, 2020, ISBN 9781984854513.
- (EN) Whistlestop: My Favorite Stories from Presidential Campaign History, Grand Central Publishing, 2016, ISBN 9781455540488.